# Earl of Milltown

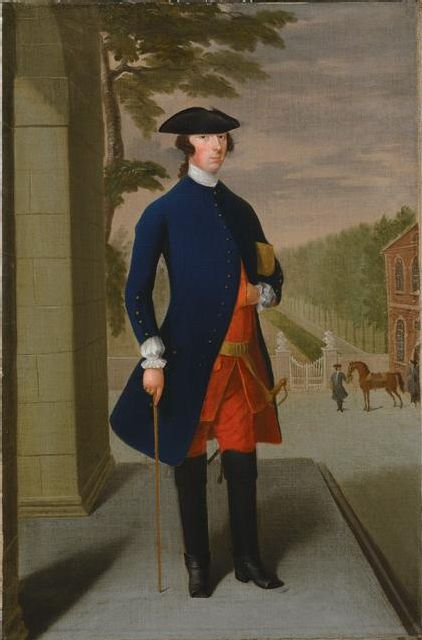
Joseph Leeson, 1. Earl of Milltown

Earl of Milltown war ein erblicher britischer Adelstitel in der Peerage of Ireland.
Familiensitz der Earls war Russborough House im County Wicklow.
Der Titel wurde am 10. Mai 1785 für den irischen Politiker Joseph Leeson, 1. Viscount Russborough, geschaffen. Ihm waren bereits am 5. Mai 1756 der fortan nachgeordnete Titel Baron Russborough, of Russborough in the County of Wicklow, und am 8. September 1760 der fortan nachgeordnete Titel Viscount Russborough, of Russellstown in the County of Wicklow, verliehen worden. Alle drei Titel erloschen beim kinderlosen Tod seines Urururenkels, des 7. Earls, am 24. März 1891.
Es gab seither zwei Versuche 1891 and in 1905 entfernter männlicher Verwandter, den Erbanspruch auf den Titel nachzuweisen, die beide erfolglos blieben und mit dem kinderlosen Tod der Antragsteller (1905 und 1908) endeten. Soweit es noch lebende agnatische Nachfahren des 1. Earls bestünden, wäre der Titel nicht erloschen, sondern ruhend.

## Liste der Earls of Milltown (1785)
- Joseph Leeson, 1. Earl of Milltown (1701–1783)
- Joseph Leeson, 2. Earl of Milltown (1730–1801)
- Brice Leeson, 3. Earl of Milltown (1735–1807)
- Joseph Leeson, 4. Earl of Milltown (1799–1866)
- Joseph Leeson, 5. Earl of Milltown (1829–1871)
- Edward Leeson, 6. Earl of Milltown (1835–1890)
- Henry Leeson, 7. Earl of Milltown (1837–1891)